# Wonder Woman (trilha sonora)
Wonder Woman é a trilha sonora (ou banda sonora) do filme Mulher-Maravilha. As músicas foram escritas, organizadas e compostas por Rupert Gregson-Williams. Foi lançado em 2 de junho de 2017 pela WaterTower Music.
Em 3 de novembro de 2016, Rupert Gregson-Williams foi contratados para escrever e compor a música do filme. Ele se juntou com Evan Jolly, Tom Howe, Paul Mounsey, e Andrew Kawczynski que fornecem músicas adicionais. A trilha sonora foi lançada digitalmente, em forma de CD e vinil no mesmo dia da estreia do filme.
A cantora australiana Sia, cantou uma música para o filme, intitulada "To Be Human", com o músico inglês Labrinth. Escrito por Florence Welch e Rick Nowels, a faixa também é exibida na trilha sonora. O single foi lançado em 25 de maio de 2017.

## Lista de faixas
Todas as músicas compostas por Rupert Gregson-Williams, exceto onde está indicado.
| N.º            | Título                                       | Artista(s)                 | Duração |  |
| 1.             | "Amazons of Themyscira"                      |                            | 6:47    |  |
| 2.             | "History Lesson"                             |                            | 5:16    |  |
| 3.             | "Angel on the Wing"                          |                            | 3:45    |  |
| 4.             | "Ludendorff, Enough!"                        |                            | 7:37    |  |
| 5.             | "Pain, Loss & Love"                          |                            | 5:27    |  |
| 6.             | "No Man's Land"                              |                            | 8:52    |  |
| 7.             | "Fausta"                                     |                            | 3:20    |  |
| 8.             | "Wonder Woman's Wrath"                       |                            | 4:06    |  |
| 9.             | "The God of War"                             |                            | 8:02    |  |
| 10.            | "We Are All to Blame"                        |                            | 3:11    |  |
| 11.            | "Hell Hath No Fury"                          |                            | 3:58    |  |
| 12.            | "Lightning Strikes"                          |                            | 3:35    |  |
| 13.            | "Trafalgar Celebration"                      |                            | 4:50    |  |
| 14.            | "Action Reaction"                            |                            | 5:54    |  |
| 15.            | "To Be Human" (Florence Welch e Rick Nowels) | Sia, apresentando Labrinth | 4:00    |  |
| Duração total: | Duração total:                               | Duração total:             | 78:38   |  |

### Músicas que não foram incluídas na trilha sonora
Existem várias músicas adicionais apresentadas no filme, mas não incluídas na trilha sonora.
- Durante a cena de gala alemã, "Schatzwalzer Op. 4", escrita por Johann Strauss (como Johann Strauss II) e interpretada pelo Quarteto de cordas de Berlim (Berlin String Quartet)[11]
- "Another Little Drink Wouldn't Do Us Any Harm" de Let's Have Another Party, escrita por Clifford Grey e Nat Ayer (como Nat D. Ayer) e interpretada por Edgar Trevor e Cecil Cooper
- "Molly O'Morgan" escrita por Fred Godfrey e Will Letters e imterpretada por Ella Retford
- "It's a Long Way to Tipperary" escrita por Jack Judge & Harry Williams (como Henry Williams)
- "Sous les ponts de Paris'' escrita por Jean Rodor & Vincent Scotto e interpretada por Lucienne Delyle
- "I'll Walk Beside You" escrita por Edward Lockton & Alan Murray e interpretada por Ewen Bremner
- "Green Grow the Rushes, O" escrita por Robert Burns e interpretada por Ewen Bremner

## Tabela musical
| Tabela musical (2017)                  | Posição de pico |
| -------------------------------------- | --------------- |
| Australian Albums (ARIA)               | 52              |
| Canadá (Billboard)                     | 98              |
| New Zealand Heatseekers Albums (RMNZ)  | 5               |
| Escócia (Official Scottish Albums)     | 71              |
| Estados Unidos (Billboard 200)         | 53              |
| Estados Unidos (Top Soundtrack Albums) | 7               |